# 1970-es magyar férfi vízilabdakupa
A magyar férfi vízilabdakupa 1970-es kiírását augusztus 22. és december 19. között rendezték. A kupát az Orvosegyetem SC nyerte.

## Selejtezők

### A csoport
| Csapat               | Mérk | Gy | D | V | G+ | G- | +/- | P |
| -------------------- | ---- | -- | - | - | -- | -- | --- | - |
| Vasas Izzó           | 3    | 3  | 0 | 0 | 23 | 7  | +16 | 6 |
| Újpesti Dózsa        | 3    | 2  | 0 | 1 | 18 | 8  | +10 | 4 |
| MAFC                 | 3    | 1  | 0 | 2 | 10 | 29 | –19 | 2 |
| Központi Sportiskola | 3    | 0  | 0 | 3 | 11 | 18 | –7  | 0 |

|                      | Izzó | Újpest | MAFC | 0KSI0 |
| -------------------- | ---- | ------ | ---- | ----- |
| Vasas Izzó           | –    | 5–4    | 11–0 | 7–3   |
| Újpesti Dózsa        | 4–5  | –      | 11–2 | 3–1   |
| MAFC                 | 0–11 | 2–11   | –    | 8–7   |
| Központi Sportiskola | 3–7  | 1–3    | 7–8  | –     |

### B csoport
| Csapat         | Mérk | Gy | D | V | G+ | G- | +/- | P |
| -------------- | ---- | -- | - | - | -- | -- | --- | - |
| Egri Dózsa     | 3    | 3  | 0 | 0 | 23 | 10 | +13 | 6 |
| Szolnoki Dózsa | 3    | 2  | 0 | 1 | 24 | 11 | +13 | 4 |
| Bp. Honvéd     | 3    | 1  | 0 | 2 | 20 | 18 | +2  | 2 |
| Budapest SE    | 3    | 0  | 0 | 3 | 9  | 37 | –28 | 0 |

|                | Eger | Szolnok | BHSE | 0BSE0 |
| -------------- | ---- | ------- | ---- | ----- |
| Egri Dózsa     | –    | 5–4     | 5–4  | 13–2  |
| Szolnoki Dózsa | 4–5  | –       | 7–5  | 13–1  |
| Bp. Honvéd     | 4–5  | 5–7     | –    | 11–6  |
| Budapest SE    | 2–13 | 1–13    | 6–11 | –     |

### C csoport
| Csapat          | Mérk | Gy | D | V | G+ | G- | +/- | P |
| --------------- | ---- | -- | - | - | -- | -- | --- | - |
| Orvosegyetem SC | 3    | 3  | 0 | 0 | 25 | 7  | +18 | 6 |
| Vasas SC        | 3    | 2  | 0 | 1 | 19 | 13 | +6  | 4 |
| Szegedi EOL     | 3    | 1  | 0 | 2 | 11 | 22 | –11 | 2 |
| MTK             | 3    | 0  | 0 | 3 | 9  | 22 | –13 | 0 |

|                 | 0OSC0 | Vasas | SZEOL | 0MTK0 |
| --------------- | ----- | ----- | ----- | ----- |
| Orvosegyetem SC | –     | 7–3   | 9–2   | 9–2   |
| Vasas SC        | 3–7   | –     | 9–3   | 7–3   |
| Szegedi EOL     | 2–9   | 3–9   | –     | 6–4   |
| MTK             | 2–9   | 3–7   | 4–6   | –     |

### D csoport
| Csapat          | Mérk | Gy | D | V | G+ | G- | +/- | P |
| --------------- | ---- | -- | - | - | -- | -- | --- | - |
| Ferencvárosi TC | 2    | 2  | 0 | 0 | 16 | 8  | +8  | 4 |
| BVSC            | 2    | 1  | 0 | 1 | 9  | 15 | –6  | 2 |
| Bp. Spartacus   | 2    | 0  | 0 | 2 | 8  | 10 | –2  | 0 |

|                 | 0FTC0 | BVSC | Bp. Sp. |
| --------------- | ----- | ---- | ------- |
| Ferencvárosi TC | –     | 11–4 | 5–4     |
| BVSC            | 4–11  | –    | 5–4     |
| Bp. Spartacus   | 4–5   | 4–5  | –       |

## Elődöntők
A csapatok a selejtezőből az egymás elleni eredményeket magukkal hozták.

### E csoport
| Csapat         | Mérk | Gy | D | V | G+ | G- | +/- | P |
| -------------- | ---- | -- | - | - | -- | -- | --- | - |
| Egri Dózsa     | 3    | 2  | 0 | 1 | 14 | 12 | +2  | 4 |
| Vasas Izzó     | 3    | 2  | 0 | 1 | 15 | 14 | +1  | 4 |
| Újpesti Dózsa  | 3    | 2  | 0 | 1 | 12 | 11 | +1  | 4 |
| Szolnoki Dózsa | 3    | 0  | 0 | 3 | 11 | 15 | –4  | 0 |

|                | Eger | Izzó | Újpest | Szolnok |
| -------------- | ---- | ---- | ------ | ------- |
| Egri Dózsa     | –    | 7–5  | 2–3    | 5–4     |
| Vasas Izzó     | 5–7  | –    | 5–4    | 5–3     |
| Újpesti Dózsa  | 3–2  | 4–5  | –      | 5–4     |
| Szolnoki Dózsa | 4–5  | 3–5  | 4–5    | –       |

### F csoport
| Csapat          | Mérk | Gy | D | V | G+ | G- | +/- | P |
| --------------- | ---- | -- | - | - | -- | -- | --- | - |
| Orvosegyetem SC | 3    | 3  | 0 | 0 | 16 | 9  | +7  | 6 |
| Vasas SC        | 3    | 2  | 0 | 1 | 16 | 12 | +4  | 4 |
| Ferencvárosi TC | 3    | 1  | 0 | 2 | 18 | 15 | +3  | 2 |
| BVSC            | 3    | 0  | 0 | 3 | 8  | 22 | –14 | 0 |

|                 | 0OSC0 | Vasas | 0FTC0 | BVSC |
| --------------- | ----- | ----- | ----- | ---- |
| Orvosegyetem SC | –     | 7–3   | 6–4   | 3–2  |
| Vasas SC        | 3–7   | –     | 5–3   | 8–2  |
| Ferencvárosi TC | 4–6   | 3–5   | –     | 11–4 |
| BVSC            | 2–3   | 2–8   | 4–11  | –    |

## A 3. helyért
|                              | Vasas SC | 5 – 2 | Vasas Izzó |  |
| (1 – 0, 0 – 1, 3 – 1, 1 – 0) |          |       |            |  |
|                              |          |       |            |  |

## Döntő
|                              | Orvosegyetem SC | 4 – 3 | Egri Dózsa |  |
| (1 – 2, 1 – 0, 1 – 0, 1 – 1) |                 |       |            |  |
|                              |                 |       |            |  |

Az OSC játékosai: Szathmáry Gábor, Bodnár János, Szívós István, Bodnár András, Konrád Sándor, Konrád Ferenc, Gál Jenő, Oláh Endre, Elek Miklós, Hámori Miklós, Kovács Károly, Edző: Mayer Mihály